# Sarrass
Der Sarrass (polnisch za-rass ‚zum Hieb‘) ist ein schwerer Säbel, der von den Husaren benutzt wurde.
Diese Art von Schwertern sind ursprünglich den osmanischen Kilij nachempfunden.

## Beschreibung
Der Sarrass hat eine schwere ein- oder zweischneidige, gebogene Klinge. Die Klinge hat meist einen Hohlschliff und ist für einen Säbel sehr schwer. Er wird in manchen Versionen als zweihändiger Säbel benutzt. Manche Klingen sind mit einem Jelman ausgestattet und haben eine Rückenklinge, die vom Ort in Richtung Heft läuft. Der Sarrass ist der klassische Reitersäbel der Husaren und verbreitete sich mit dem Aufkommen der kroatischen und ungarischen Reiterei seit dem 17. Jahrhundert auch in den Heeren Westeuropas.
Der Waffentyp ist vermutlich orientalischen Ursprungs. Orientalische Säbel (auch als Scimitare bekannt), die es in einhändigen und zweihändigen Ausführungen gab, wurden von den zum Teil in türkischen Diensten stehenden Reiterverbänden der Bosnier, Ungarn und anderer Balkan- und Steppenvölker bereits früh adaptiert und weiterentwickelt.